# Zuckermantl
Zuckermantl ist der Name einer Einschicht in der Stadtgemeinde Bad Leonfelden im Mühlviertel in Oberösterreich.

## Lage
Die Einschicht hat die Adresse Rading 4. Sie gehört zur Ortschaft Rading, zur Katastralgemeinde Stiftung bei Leonfelden und zum Zählsprengel Bad Leonfelden-Umgebung. Sie liegt auf einer Höhe von 770 m ü. A. im Leonfeldner Hochland.

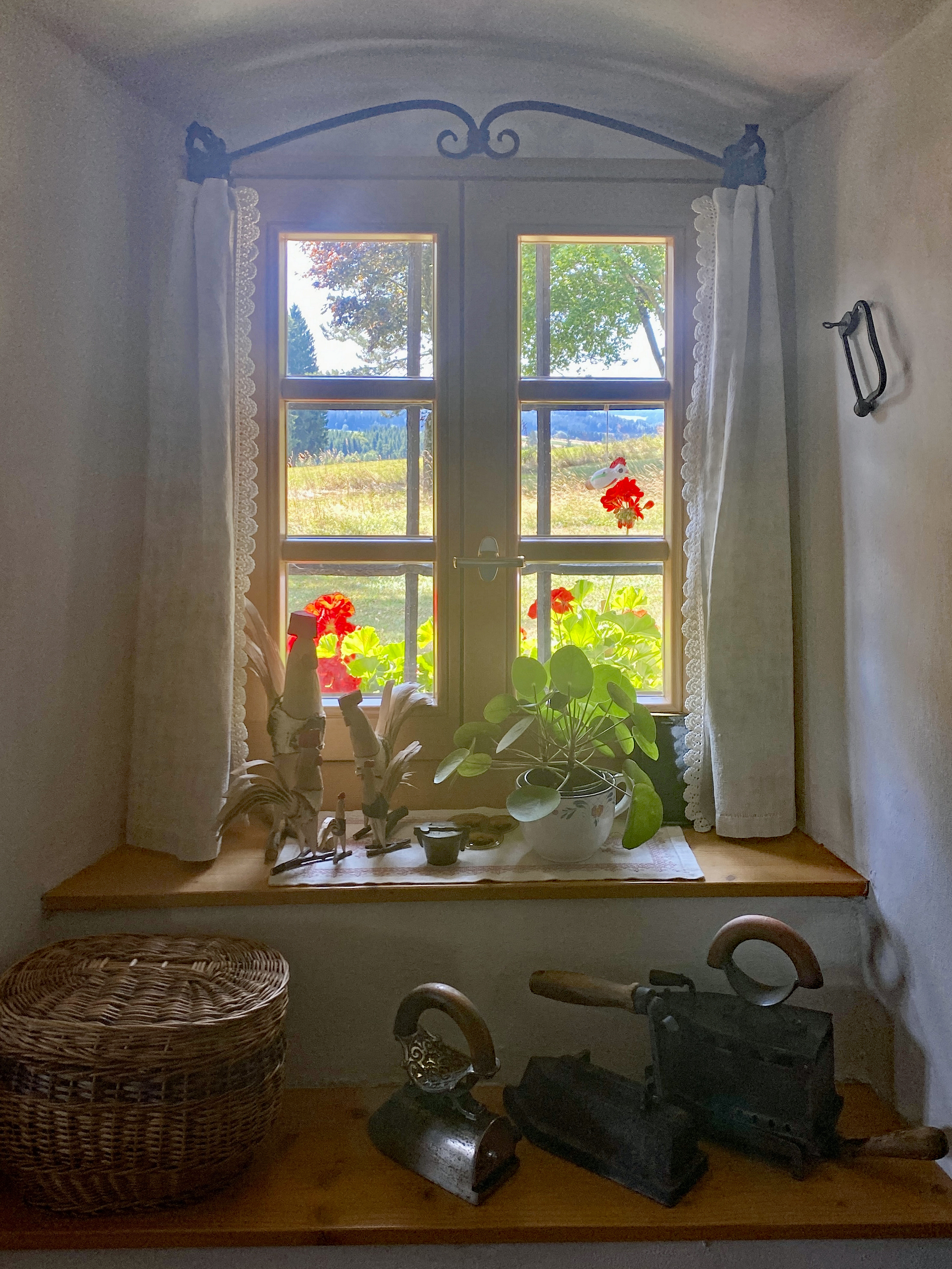
Blick aus einem Zuckermantl-Fenster

Die Einzelsiedlung gehört zum Einzugsgebiet des Bachs vom Miesenwald. Etwa 250 Meter weiter nördlich verläuft die Europäische Hauptwasserscheide zwischen Atlantik und Schwarzem Meer.
Bei der Einschicht Zuckermantl führen einige Wanderwege vorbei. Zu den schweren zählen die 35 Kilometer lange Salzstraßen-Runde und die 16,3 Kilometer lange Via-Leone-Runde. Als mittelschwer eingestuft sind die 18,2 Kilometer lange Grasslmühl-Runde, die 12,1 Kilometer lange Miesenwald-Runde und die 10,6 Kilometer lange Bauernkriegskapelle-Runde.
Des Weiteren verlaufen mehrere Radtour-Strecken bei der Einschicht. Als schwer gelten die 29,6 Kilometer lange Vyšší-Brod-Runde und die 21,8 Kilometer lange Studánky-Runde. Als mittelschwer bewertet sind die 69,8 Kilometer lange Hoch-Sumava-Runde und die 65,8 Kilometer lange Europaradregion-Runde. Die 61,3 Kilometer lange, mittelschwere GrenzenLosRadel-Tour ist für Mountainbikes und die 26,4 Kilometer lange, mittelschwere Grenzenlosradel-Tour / Studanky für E-Bikes gedacht.

## Geschichte
Der Ortsname leitet sich wahrscheinlich vom Personennamen Zuckenmantel her, der so viel wie ‚Zücke, raube den Mantel!‘ bedeutet. Dieser Name forderte zur Vorsicht vor Räubern und Dieben auf und bezeichnete zunächst unsichere Abschnitte an Wegen und Wegkreuzungen. An letzteren wurden oft Wegweiser aus gabelförmigen Kieferästen aufgestellt, weshalb die Kiefer in manchen Gegenden auch Zuckmantel genannt wurde. An solchen Örtlichkeiten konnte die Bezeichnung auf die dort gelegenen Wohnstätten und Familien übergehen.
Um 1706 scheint der Name Zuckhenmandl auf. Der Hof wurde im Theresianischen Gültbuch von 1750 sowie im Josephinischen Lagebuch von 1787 als Zuckermantlhäusl und im alten Grundbuch der Jahre 1790 bis 1793 als Zuckermantl- oder Oehnerhäusl genannt.